# Otto Meyer (Industrieller, 1882)

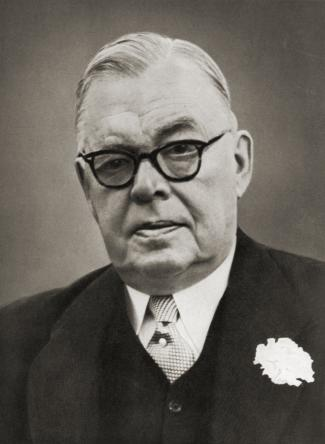
Otto Meyer

Otto Meyer (* 29. August 1882 in Regensburg; † 25. Juni 1969 in Augsburg) war ein deutscher Maschinenbau-Ingenieur und Industrie-Manager.

## Werdegang
Meyer studierte Maschinenbau an der Technischen Hochschule München. 1917 wurde er technischer Direktor der Bayerischen Rumpler-Werke in Augsburg. 1921 wechselte er zur Fritz Neumayer AG und kam 1925 als Vorstandsmitglied zur Maschinenfabrik Augsburg-Nürnberg (MAN). 1942 übernahm er das Schiffsmotorenwerk der Kriegsmarine im Hamburger Freihafen, das gegen Kriegsende stark beschädigt und anschließend demontiert wurde. Als Wehrwirtschaftsführer wurde er 1945 für einige Monate inhaftiert. 1946 wurde er Generaldirektor des Gesamtkonzerns und leitete den Wiederaufbau des Unternehmens nach Kriegsende ein.
Er von 1953 bis 1963 Vorsitzender des Vorstandes des Deutschen Museums in München sowie Mitglied des Verwaltungsrats des Germanischen Nationalmuseums in Nürnberg.
Von 1959 bis 1960 war er Mitglied des Beirats der Friedrich-Naumann-Stiftung.

## Ehrungen
- 1952: Ehrenbürgerwürde der Stadt Augsburg
- 1953: Großes Verdienstkreuz der Bundesrepublik Deutschland
- 1954: Grashof-Denkmünze des Vereins Deutscher Ingenieure
- 1955: Silberne Bürgermedaille der Stadt Regensburg
- 1957: Großes Verdienstkreuz mit Stern der Bundesrepublik Deutschland
- 1962: Ehrenbürgerwürde der Stadt Regensburg
- Ehrensenator der Technischen Hochschule München